# Baptisten in Belgien
Baptisten in Belgien gibt es seit Ende des 19. Jahrhunderts. Sie sind in einer Föderation zusammengeschlossen. Der offizielle Name dieser Vereinigung lautet
- auf Deutsch: Union der Baptisten in Belgien
- auf Französisch: Union des Baptistes en Belgique
- auf Niederländisch: Unie van Baptisten in België

## Geschichte
Ausgangspunkt für die Entstehung belgischer Baptistengemeinden war das nördliche Frankreich. Baptistische Wanderarbeiter dieser Region brachten ihre konfessionellen Überzeugungen Ende des 19. Jahrhunderts über die Grenze. In Lüttich kam es 1892 zur Gründung der ersten Baptistengemeinde des Belgischen Königreichs. Bereits 1922 schlossen sich mehrere belgische Baptistengemeinden zu einem nationalen Bund zusammen. Bis 1997 wurden Baptisten oft als Sekte angesehen.

## Organisation und Statistik
Die einzelnen Ortsgemeinden sind – wie überall bei den Baptisten – autonom. Jede Gemeinde entsendet entsprechend ihrer Größe Abgeordnete zur Jährlichen Konferenz, die an wechselnden Orten stattfindet. Dort wird über alle gemeinsamen Anliegen sowie über den gemeinsamen Unionshaushalt entschieden. Ein gewähltes Exekutivkomitee sorgt für die Umsetzung der Beschlüsse.
2020 gab es in Belgien 31 selbständige Baptistengemeinden mit insgesamt 1505 Mitgliedern (exkl. nicht getaufte Kinder und Freunde der Gemeinden).
Die Union der Baptisten in Belgien genießt als Bekenntnis innerhalb der Evangelisch-Protestantischen Kirche (Administratieve Raad van de Protestants-Evangelische Eredienst/Conseil Administratif du Culte Protestant-Évangélique) öffentlich-rechtlichen Status.

## Internationale Verbindungen
Die belgische Baptistenunion ist Mitglied der Europäisch-Baptistischen Föderation und des Baptistischen Weltbundes. Zu den im Bund Evangelisch-Freikirchlicher Gemeinden zusammengeschlossenen Baptisten besteht eine enge Verbindung, ebenso zu den nordfranzösischen Baptistengemeinden.